# Attagenus cuneatus
Attagenus cuneatus is een keversoort uit de familie spektorren (Dermestidae). De wetenschappelijke naam van de soort werd in 2007 gepubliceerd door Zhantiev.